# 村上季依美
村上 季依美（むらかみ きよみ）は、日本の美容師。世界最大級のヘアメイクコンテストである「ウェラトレンドヴィジョンアワード」においてユニットメンバーの桂葵と共に日本人で初めて世界チャンピオンになった人物。

## 来歴
- 1997年4月　株式会社田谷入社。
- 2003年9月　ウェラトレンドヴィジョンアワード2003ジャパンファイナルで3位。
- 2004年9月　ウェラトレンドヴィジョンアワード2004ジャパンファイナル1位。
- 2004年11月　日本代表として参加したウェラトレンドヴィジョンワールドファイナル（53か国参加）にて日本人初の世界大会優勝。
- 2005年10月　全アジアヘアメイクアップコンテスト（AHA）パーティパーティーヘア部門にて1位。
- 2007年　JHA（ジャパンヘアドレッシングアワード）ファイナリスト
- 2008年3月　SVK卒業
- 2011年11月　日本を代表するの女性美容師4人に選ばれ埼玉スーパーアリーナでステージパフォーマンス
- 2016年9月　横浜市青葉区で美容室Rock paper scissors開業